# Adrian Younge
Adrian Younge, né le 7 mai 1978 à Los Angeles, est un musicien, compositeur et réalisateur artistique américain. Son style musical fusionne les sonorités soul et funk avec le hip-hop et le jazz.

## Biographie

### Origines et formation
Adrian Gofrey Younge naît le 7 mai 1978 à Los Angeles de parents originaires du Guyana,. Il apprend la musique de manière autodidacte, en reproduisant les samples de ses morceaux préférés,.
Avant de se consacrer pleinement à sa carrière musicale, il enseigne le droit,. Il est aussi juriste et est propriétaire d'un magasin de vinyles à Los Angeles, The Artform Studio, situé à la même adresse que le salon de coiffure de son épouse,.

### Carrière cinématographique et télévisuelle
En 2009, il compose la bande originale du film Black Dynamite,. Il compose également les bandes originales de plusieurs séries télévisées, comme Cross et The Equalizer. En 2016, avec Ali Shaheed Muhammad d'A Tribe Called Quest, il compose la bande originale de la série télévisée Luke Cage en s'inspirant du mouvement de la Renaissance de Harlem,.

### Carrière musicale

#### Discographie solo
Il débute la série d'albums Something About April en 2011, où il crée des trames sonores pour des films imaginaires.
En 2021, Adrian Younge publie The American Negro sous le label Jazz Is Dead. Cet album-concept aborde l'oppression et la résilience des Afro-Américains, et paraît durant le mois de l'histoire des Noirs. Le projet est accompagné d'une série de podcasts et d'un court-métrage. Sur cet album, Younge joue plus de 20 instruments, dont le piano Fender Rhodes, l'orgue Hammond B3, le clavecin et le glockenspiel. Sur la pochette, l'artiste s'est mis en scène pendu à un arbre afin d'évoquer les lynchages d'Afro-américains. Pour plusieurs critiques, l'œuvre s'inscrit dans la lignée d'albums engagés des années 1970 comme What's Going On de Marvin Gaye, There's a Riot Goin' On de Sly and the Family Stone et Superfly de Curtis Mayfield,.
Il publie l'opus ultime de sa trilogie Something About April en 2025.

#### Collaborations

##### Avec Ali Shaheed Muhammad
Il travaille sur l'album There Is Only Now de Souls of Mischief en 2014 avec Ali Shaheed Muhammad d'A Tribe Called Quest. Ils fondent ensemble le label Jazz Is Dead en 2017, qui sert également à organiser des concerts,,.
En 2018, ils sortent l'album The Midnight Hour. Ce projet, dont la conception débute cinq ans plus tôt, constitue leur première collaboration sous forme d'album. Il s'agit d'un album de soul, de jazz et de hip-hop, qu'ils présentent comme une ode au mouvement de la Renaissance de Harlem. Il réunit des artistes comme Cee Lo Green, Raphael Saadiq, Bilal, Questlove et Lætitia Sadier.

##### Avec le Wu-Tang Clan
Il collabore avec des artistes du Wu-Tang Clan, notamment avec Ghostface Killah pour qui il produit la série d'albums Twelve Reasons to Die. En 2015, il sort le deuxième volume de cette série, publié sous le label Linear Labs. L'album se déroule dans le New York des années 1970 et met en scène une histoire de vengeance impliquant des personnages interprétés par d'autres artistes comme Raekwon et RZA, ce dernier servant de narrateur à l'ensemble. Sur le plan musical, Younge développe une esthétique inspirée des bandes sonores de films blaxploitation, caractérisée par des basses funk, des effets wah-wah, des percussions élaborées, des orgues grinçants et des chœurs atmosphériques.

##### Autres collaborations
Il travaille avec Snoop Dogg, les Delfonics et Kendrick Lamar, et est échantillonné par Jay-Z et Common.
En 2015, il produit l'album Another Life du chanteur Bilal.

#### Série d'albumsJazz Is Dead
En 2020, Adrian Younge s'associe à Ali Shaheed Muhammad pour lancer la série d'albums Jazz Is Dead en collaboration avec des légendes du jazz et des musiciens de la nouvelle génération. Le premier volume, Jazz Is Dead 001, présente des sessions enregistrées dans leur studio Linear Labs avec des artistes comme Roy Ayers, Gary Bartz, João Donato, Azymuth et Marcos Valle. Le deuxième volume, Roy Ayers JID 002, est en collaboration avec le vibraphoniste Roy Ayers.

## Style musical
La musique d'Adrian Younge fusionne les sonorités de la musique soul et de la musique funk des années 1968 à 1973 avec le hip-hop de l'âge d'or et le jazz,. Il admire Ennio Morricone et est inspiré par la musique brésilienne, la musique africaine et le rock progressif européen,.